# Ace Frehley

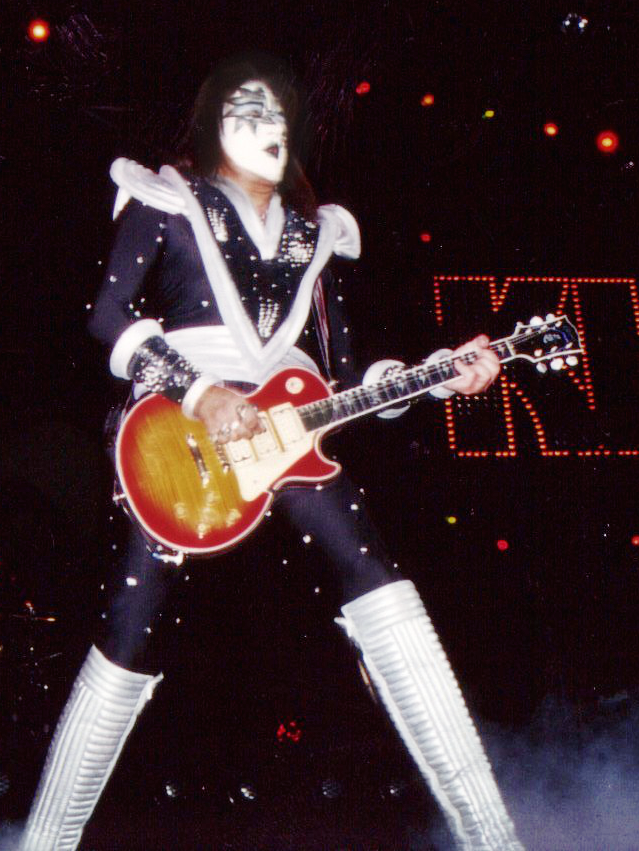
Ace Frehley i Paris 1999.

Ace Frehley, egentligen Paul Daniel Frehley (uttal /ˈfreɪli/), född 27 april 1951 i The Bronx i New York, är en amerikansk musiker, mest känd som originalmedlem och gitarrist i hårdrocksbandet KISS under åren 1973–1982 och 1996–2002. Frehleys sista konsert med Kiss ägde rum i samband med avslutningen av vinter-OS i Salt Lake City den 24 februari 2002.

## Biografi

### Medlem i KISS
Frehley, som är helt autodidakt, började spela gitarr vid 14 års ålder. 
Året då Frehley fyllt 21, 1972, satte Paul Stanley och Gene Simmons, som var igång med att bilda ett band, in en annons i tidningen The Village Voice: "Lead guitarist with flash and balls wanted". Frehley, med en orange och en röd gymnastiksko på fötterna, och en klädstil i övrigt som gjorde att Simmons trodde han var en luffare som gått fel, dök upp för audition, pluggade genast in sin gitarr och började spela utan att vänta på sin tur. Stanley och Simmons surnade till och tänkte kasta ut honom, men lugnade sig. När de tre väl sedan jammade tillsammans, var det, enligt Stanley "...just magic...!" Frehley blev gruppens nya sologitarrist. 
Frehley skrev under åren flera låtar, bland andra "Cold Gin", "Strange Ways", "Getaway", "Flaming Youth", till Kiss fyra första studioalbum men kände sig inte mogen att själv hantera mikrofonen förrän på låten "Shock Me" på bandets sjätte studioalbum, Love Gun (1977). På skivorna spelar han även bas på vissa låtar, där gitarren istället hanteras av Simmons. Hösten 1978 gav samtliga fyra medlemmar i Kiss ut soloalbum. Frehleys blev det överlägset mest sålda, varifrån också hitsingeln "New York Groove" hämtades.

### Sorti/avsked
Året efter Unmasked (1980), där Frehley hade med tre låtar på skivan, valde Kiss att göra konceptalbumet Music from "The Elder". Detta blev klart efter en omröstning där Stanley och Simmons röstade för och Frehley emot (Eric Carr var ny och hade inte rösträtt). På skivan från 1981 medverkar Frehley endast på låten "Dark Light" (benämnd "Don't Run" på demostadiet), mycket besviken på producenten Bob Ezrins inflytande över albumet i stort. Frehley förekommer på konvoluten till Kiss Killers (1982) och Creatures of the Night (1982) men medverkar inte alls musikaliskt på något av albumen. Hans sista framträdanden (för då) med gruppen blev musikvideon till "I Love it Loud", några promotionkonserter i Europa i november 1982 samt en MTV-intervju i början av 1983. I mars samma år lämnade Frehley officiellt bandet. Orsakerna var enligt honom själv missnöje med den musikaliska inriktningen och stigande soloambitioner. Den mer officiella versionen är att han på grund av drogberoende fick sparken.

### Solokarriären
Det dröjde ända till våren 1987 innan Frehley gav ut en skiva igen, då i solobandet Frehley's Comet. Denna platta blev Frehleys bäst säljande sedan han lämnat Kiss och innehåller den numera klassiska låten "Rock Soldiers". 1988 kom uppföljaren Second Sighting och miniskivan Live+1 redan några månader tidigare. Inför skivsläppet 1989 hade Frehley slopat bandnamnet Comet och använde bara sitt eget namn på skivan Trouble Walkin'. 

### Åter med Kiss ...
Då Kiss under våren 1996 officiellt återförenade originalsättningen var Frehley tillbaka. Frehley syns i en cameoroll i filmen "Detroit Rock City" (1999), som handlar om fyra killars desperata försök att ta sig in på en Kiss-konsert. Han var under denna tid med på gruppens samtliga turnéer och album innan det år 2002 åter var dags för att lämna. Återkommande problem med droger och svårigheter att anpassa sig till gruppen var de officiella orsakerna. Tommy Thayer övertog Frehleys plats, inklusive sminkning, som sologitarrist i bandet.

### ... och solo igen
Den 15 september 2009 släppte Frehley sitt första soloalbum på 20 år, Anomaly.
Ace Frehley spelar vanligen på en Gibson Les Paul elgitarr men under 1970-talet sågs han ibland spelande på en Ibanez Explorer.
Frehley publicerade 2011 sina memoarer No Regrets. 2012 utkom boken i svensk översättning. I april 2016 släppte Frehley coveralbumet Origins, Vol. 1, där Frehley återförenades med Paul Stanley, som sjöng på låten "Fire And Water" av Free.
Året 2018 återförenades Frehley även med Gene Simmons, och spelade även på scen med Simmons under flera tillfällen. Dock surnade relationen då Frehley anklagade Simmons för att ha tafsat på Frehleys fästmö, nånting kvinnan i fråga även bekräftat.

## Diskografi

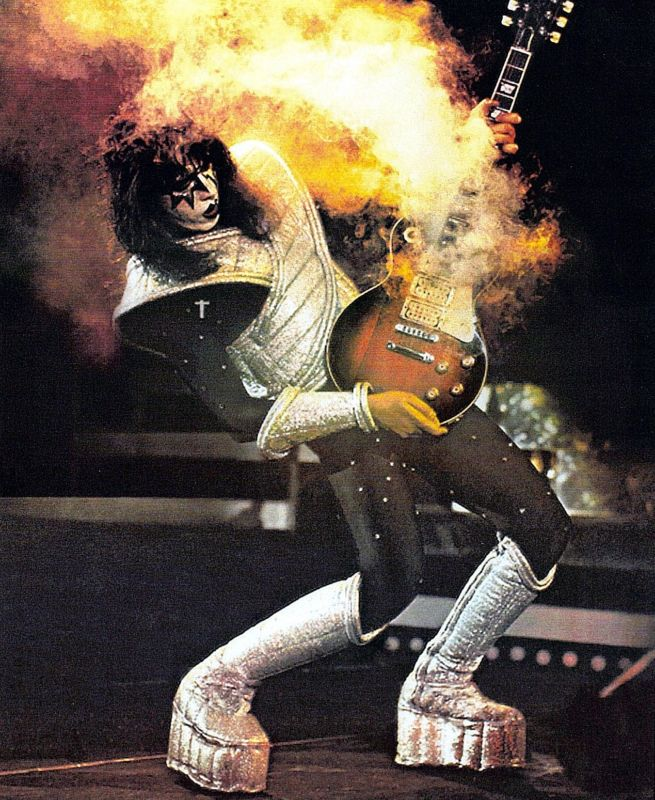
Ace Frehley 1977 i samband med Love Gun Tour.

### Soloalbum

#### Studioalbum
- Ace Frehley (1978)
- Frehley's Comet (1987)
- Second Sighting (1988)
- Trouble Walkin' (1989)
- Anomaly (2009)
- Space Invader (2014)
- Origins, Vol. 1 (2016)
- Spaceman (2018)
- Origins Vol. 2 (2020)
- 10,000 Volts (2024)

#### Livealbum
- Live+1 (1988)

Samlingsalbum
- 12 Picks (1997)
- Loaded Deck (1997)
- Greatest Hits Live (2006)

#### Singlar
- New York Groove (1978)
- Into the Night (1987)
- Insane (1988)
- It's Over Now (1988)
- Do Ya (1989)
- Outer Space (2009)
- Gimme a Feelin' (2014)

### KISS-album
- Kiss (1974)
- Hotter Than Hell (1974)
- Dressed To Kill (1975)
- Alive! (1976)
- Destroyer (1976)
- Rock And Roll Over (1976)
- Love Gun (1977)
- Alive II (1977)
- Dynasty (1979)
- Unmasked (1980)
- (Music From) The Elder (1981)
- Killers (1982)
- Creatures Of The Night (1982)
- MTV Unplugged (1995)
- You Wanted The Best And You Get The Best (1996)
- Psycho Circus (1998)